# Cuisine du Xinjiang

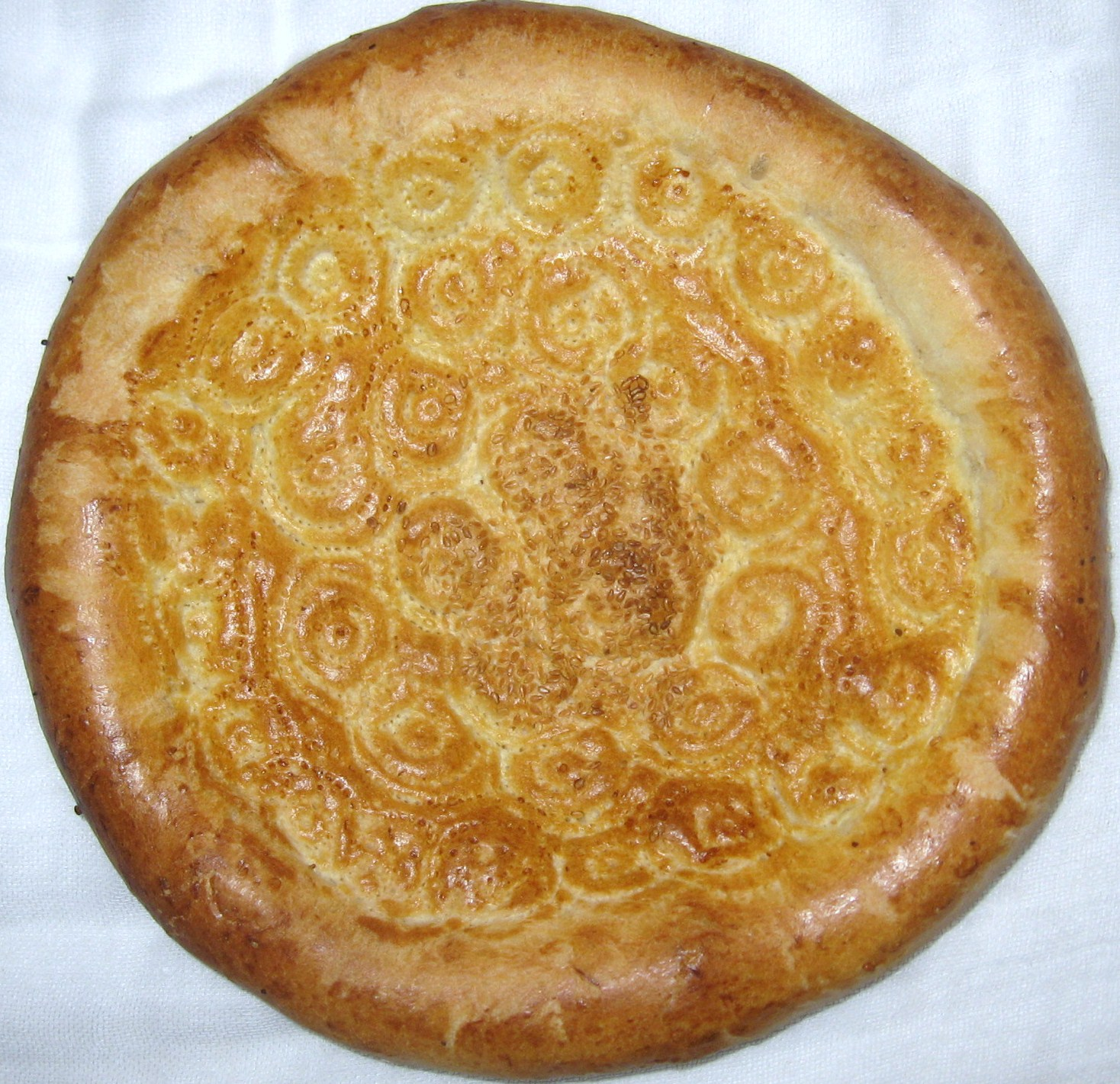
Nan, pain plat et rond au cumin commun à la majorité des cuisines de la région.

La cuisine du Xinjiang chinois : 新疆菜 ; pinyin : xīnjiāng cài) est variée à l'image de la taille de la région autonome chinoise. Elle comportant différentes groupes ethniques, trace de millénaires d'échanges dans cette région d'Asie centrale. Différents climats, paysages (désert, montagnes, vallées verdoyantes), et cultures y forment différentes cuisines.
Les groupes ethniques les plus importants sont les Han, différents groupes turciques, dont les Ouïghours, les Kazakhs et les Kirghizes, ainsi que Mongols Oïrats (également appelés Kalmouks ou Mongols occidentaux) et enfin, les Xibe (groupe des Toungouses) et les Tadjiks, un groupe persan.

## Description
Les habitants venus du Xinjiang ouvrent souvent des restaurants ou stands de nourriture dans les autres régions, aussi, cette cuisine est présente dans toute la Chine. Par exemple, la chaîne de restauration Herembagh (en ouïghour : ھەرەمباغ, Һәрәмбағ ; en chinois : 海爾巴格 ; pinyin : hǎi'ěr bā gé) sert une cuisine ouïghoure,.

## Cuisine han du Xinjiang
La cuisine han du Xinjiang, se mêle aux traditions des différentes ethnies locales. Plusieurs plats à base de riz ou de pâtes sont communs à l'ensemble des cultures.

## Cuisine kazakhe du Xinjiang
Les Kazakhs chinois sont principalement situés au Nord du Xinjiang, dans la préfecture autonome kazakhe d'Ili, située dans l'ancienne Dzoungarie (où était établi le khanat dzoungar dirigé par les Mongols oïrats), situé administrativement entre l'Est d'Almaty et de l'ancienne aimak (ligue) de Jetyssou au Kazakhstan, et l'aïmag (ligue également) de Bayan-Ölgii, aujourd'hui province semi-autonome kazakhe de Mongolie. Elle est géographiquement au Sud de l'Altaï et au Nord des monts Tian Shan et traversée par deux bassins fluviaux qui forment la vallée de l'Emin et celle de Irtych.

## Cuisine kirghize du Xinjiang
Les Kirghizes principalement situés au Nord-Ouest, dans la préfecture autonome kirghiz de Kizilsu, à la frontière avec le Kirghizistan consomment notamment de l'alcool de  lait de jument (koumis).

## Cuisine mongole
Les Mongols du Xinjiang sont du groupe des Oïrats (appelés aussi Kalmouks ou Kalmyks), des Mongols occidentaux, à la langue distincte des Mongols orientaux (de Mongolie et Mongolie intérieure ou des Bouriates de Russie). Ils sont principalement situés dans la moitié Nord et Est du Xinjiang. Comme les Kirghizes, ils consomment de l'alcool de lait de jument qu'ils appellent aïrag.